# Типология культуры Питирима Сорокина
Типология культуры Питирима Сорокина — классификация культуры, введённая российско-американским социологом П. А. Сорокиным, которая была описана в его четырехтомном труде «Социокультурная динамика».
Основным критерием разделения культур на типы стала система ценностей и отношение к миру.

## История
Сорокин создал типологию культур на основании представлений о культуре как о своеобразной системе ценностей. Сорокин считал, что культура – это интегрированная система, которая может основываться на различных ценностях. По Сорокину существует два уровня интеграции: вертикальный и горизонтальный. Соответственно, у типологии культур также существует два уровня – вертикальный и горизонтальный.
Когда Сорокин создавал свою теорию, в мире господствовала идея о том, что войны постепенно исчезнут, и в обществе происходит прогресс. Он высказал совершенно противоположную мысль, и вскоре его предсказания сбылись.

## Горизонтальный уровень типологии
На этом уровне происходит разделение на локальные цивилизации, ведь в каждой из них существуют различные ценности, которые и создают различия. Как и такие социологи, как Шпенглер, Данилевский, Вебер и Тойнби, Сорокин считал, что культуры многообразны.
Главными условиями, по которым определяются культуры, являются следующие:
- Природно-климатические
- Национально-этнические
- Религиозно-мировоззренческие
- Цивилизационные

Исходя из этих условий можно выделить следующие типы культур:
- Русский
- Китайский
- Западноевропейский
- Еврейский
- Арабский и др.[5]

## Вертикальный уровень типологии
На этом уровне культуры разделяются по отношению к реальности.

### Идеациональный тип
В данном типе культуры все сферы жизни, как правило, основаны на религии. Очень важной частью жизни является вера в Бога. Он является главной ценностью – наиболее важна «бесконечность, сверхчувственность, сверхразумность Бога, Бога вездесущего, всемогущего, всеведущего, абсолютно справедливого, прекрасного, создателя мира и человека».

### Идеалистический тип
Это следующий по счету тип культуры, и он начинает проявляться после упадка после идеациональной культуры и является промежуточным. Огромное значение приобретает также чувственный объективный мир. В мире преобладал идеалистический тип культуры во времена раннего Возрождения. В этом типе культуры объективная реальность и смысл этой реальности чувственны.
«Только то, что мы видим, слышим, осязаем, ощущаем и воспринимаем через наши органы чувств, реально и имеет смысл».
Так, реальность, доказанные факты приобретают большее значение на данном этапе развития человечества.

### Чувственный тип
В данном типе культуры наиболее важным является представление о «сверхчувственной реальности» и убеждение о том, что земная человеческая жизнь сама по себе ничего не значит. Реальностью признаются только чувственные ценности окружающей среды.

## Предсказания Сорокина о тенденциях развития культуры
Предсказания Сорокина о возможном дальнейшем развитии культуры носят преимущественно пессимистичный характер. По его мнению, вскоре сотрутся границы между различными ценностями – отрицательными и положительными, что приведет к невозможности отличать добро от зла. 
Сорокин считал, что такие понятия, как «общественное мнение» или «мировое сознание» исчезнут, и более важную роль будут иметь мнения отдельных социальных групп. Для того, чтобы защитить себя и свое мнение, люди все чаще будут прибегать к силе и насилию; общество постепенно придет в состояние морального упадка. Также исчезнут традиционные формы межполовых отношений, культура в целом станет более примитивной, что в итоге приведет к растущему числу самоубийств и чувства угнетённости и безысходности у людей.

## Применение
Культурологическая концепция Сорокина применяется для анализа характера и особенностей культур различных стран в разных эпохах, затрагивая сферы права, этики, науки, искусства и эстетики, религии, политики и т.д. Она помогает проследить развитие определённой культуры и как она изменяется с течением времени или ввиду внешних обстоятельств (например, война).
Применяя данную типологию, культуры Индии, Древнего Китая (VIII-VI вв. до н.э.), Древней Греции (IX-VI вв. до н.э.) и западноевропейского Средневековья V-XII вв. можно отнести к идеациональному типу. Чувственная культура существовала во времена палеолита, в Древней Ассирии, в Древней Греции и Риме. Примечательно, что начиная с XV века она становится доминирующей в странах Западной Европы. Расцвет идеалистической культуры пришёлся на золотой век античной культуры (V-IV вв. до н. э.) и раннее европейское Возрождение (XII-XIV вв.)

## Смена культурных типов
Периодически происходит изменение типа культуры, и это является нормальным процессом. Культуры сменяются друг за другом по своей природе. 
Причины смены культурных типов: 

1.      Ни один тип культуры не является исчерпывающим и не может использовать все возможности человечества и достичь максимального прогресса. Всегда есть, куда стремиться дальше.
«Ни одна система не заключает в себе всю истину, так же как и ни одна другая не является целиком ошибочной».
2.     Ни один тип культуры не может полностью интегрироваться. 
К примеру, на «периферии» идеациональной культуры присутствуют элементы чувственной или идеалистической культур, а господство чувственной культуры не подразумевает полного уничтожения элементов культуры идеациональной. Эти периферийные элементы могут служить основой для формирования нового типа культуры после того, как прежний тип исчерпывает свои творческие возможности.

## Обсуждение
Считается, что сильной стороной культурологической концепции Сорокина является то, что он анализировал культуру, используя ее носителей и проводя анализ их поступков, деятельности и продуктов деятельности. При этом концепции Сорокина свойственна определенная субъективность. В настоящее время, анализируя проблему культуры, нельзя целиком и полностью опираться только на концепцию Сорокина – для наиболее объективной оценки рекомендуется сочетать подходы различных социологов.
Изначально теория Сорокина была принята с отторжением, поскольку он высказал свои печальные предсказания во времена, когда еще даже не было предзнаменований того, что будет происходить дальше – войны, революции, экономической депрессии.